# Tendzing–Hillary repülőtér
A Tendzing–Hillary repülőtér, korábbi nevén Lukla repülőtér (IATA: LUA, ICAO: VNLK) egy kicsiny repülőtér kelet Nepálban, Lukla település közelében. A Különleges repülőterek című dokumentumfilm-sorozat, amelyet a History Channel 2010-ben sugárzott, ezt a repülőteret a világon a legveszélyesebbnek tartotta. Mindössze 520 m-es hossza miatt csak kis repülőgépek fogadására alkalmas.
A repülőteret 2008-ban nevezték át Tendzing–Hillary repülőtérnek Sir Edmund Hillary és a serpa Tendzing Norgaj tiszteletére, akik 1953. május 29-én elsőként mászták meg a Himalája legmagasabb csúcsát.
A repülőtér elsősorban azon hegymászók között népszerű, akik a Himalája egyik csúcsát akarják megmászni, mivel a repülőtér azok közelében helyezkedik el (a Csomolungma innen légvonalban 40 km). A magassága miatt a környező terület hegymászó-alaptábor kialakítására alkalmas.
A repülőtér közelében gyakran esik az eső, vagy ködös, felhős az idő, gyakori az erős szél. Ha a látótávolság veszélyesen lecsökken, a repülőteret lezárják. Lukla és Katmandu között naponta közlekednek járatok, a távolság 135 km.
A repülőteret drótkerítés veszi körül, amit éjjel-nappal fegyveresek őriznek.

## Jellemző repülőgépek
- DHC–6 Twin Otter

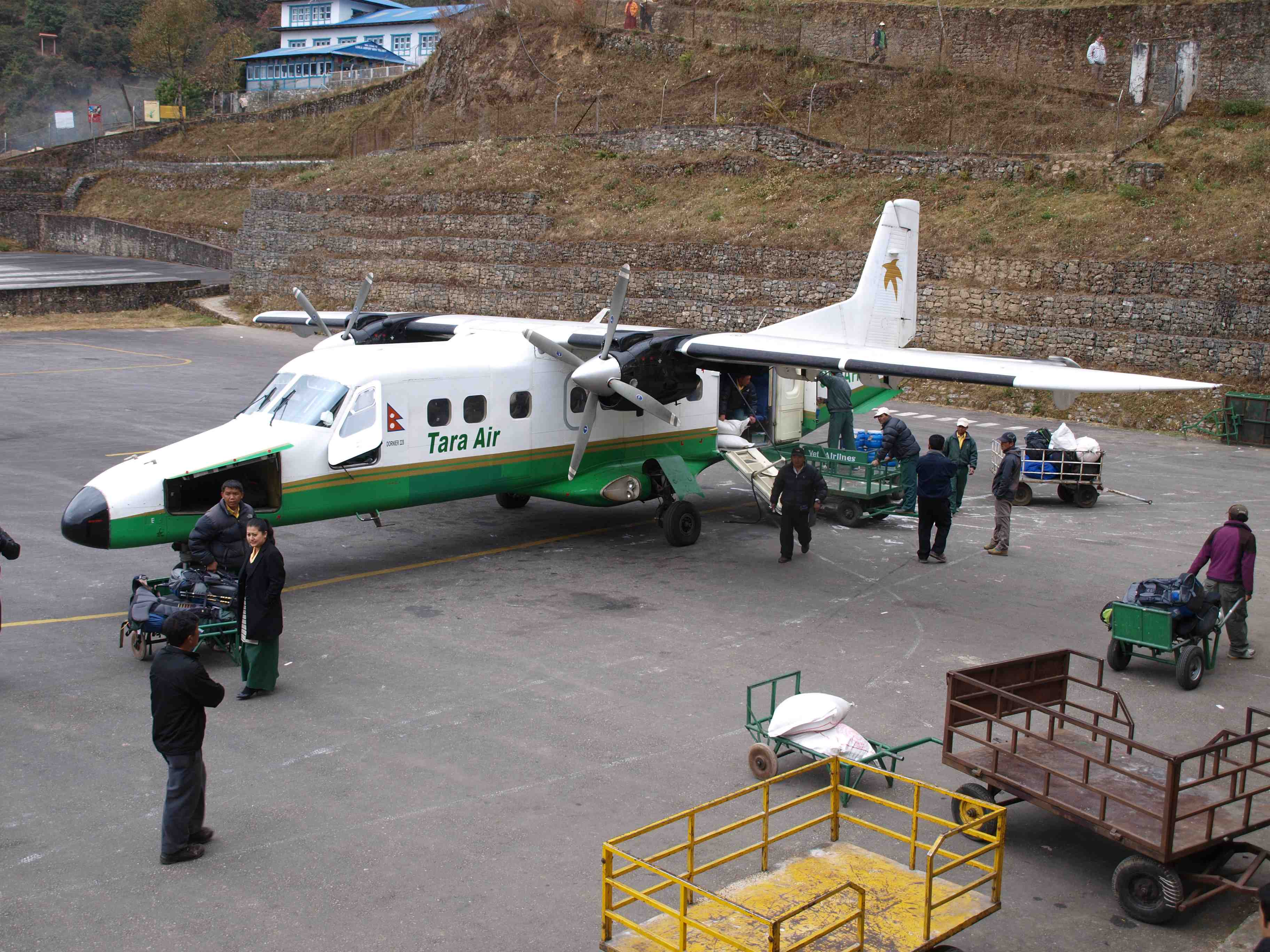
A Tara Air légitársaság Dornier Do 228 gépe a Tendzing–Hillary repülőtéren

- Dornier - kisebb gépek, például Do 228
- Pilatus PC–6 Porter

Bármely merevszárnyas, Short Take-Off and Landing (STOL) repülőgép megkísérelheti itt a leszállást, illetve a helikopterek is.
A repülőtér sajátossága, hogy nem vízszintesen helyezkedik el, lejtésszöge mintegy 12%. Ez a fel- és leszállás során is előnyös, s emiatt a leszállás csak a 06 irányban történhet (lejtőnek felfelé), míg a felszállás a 24-es irányban (lejtőnek lefelé). Leszállás után az északi vég után hegyoldal következik, a felszálló gépek alatt pedig  meredek lejtő nyílik meg.

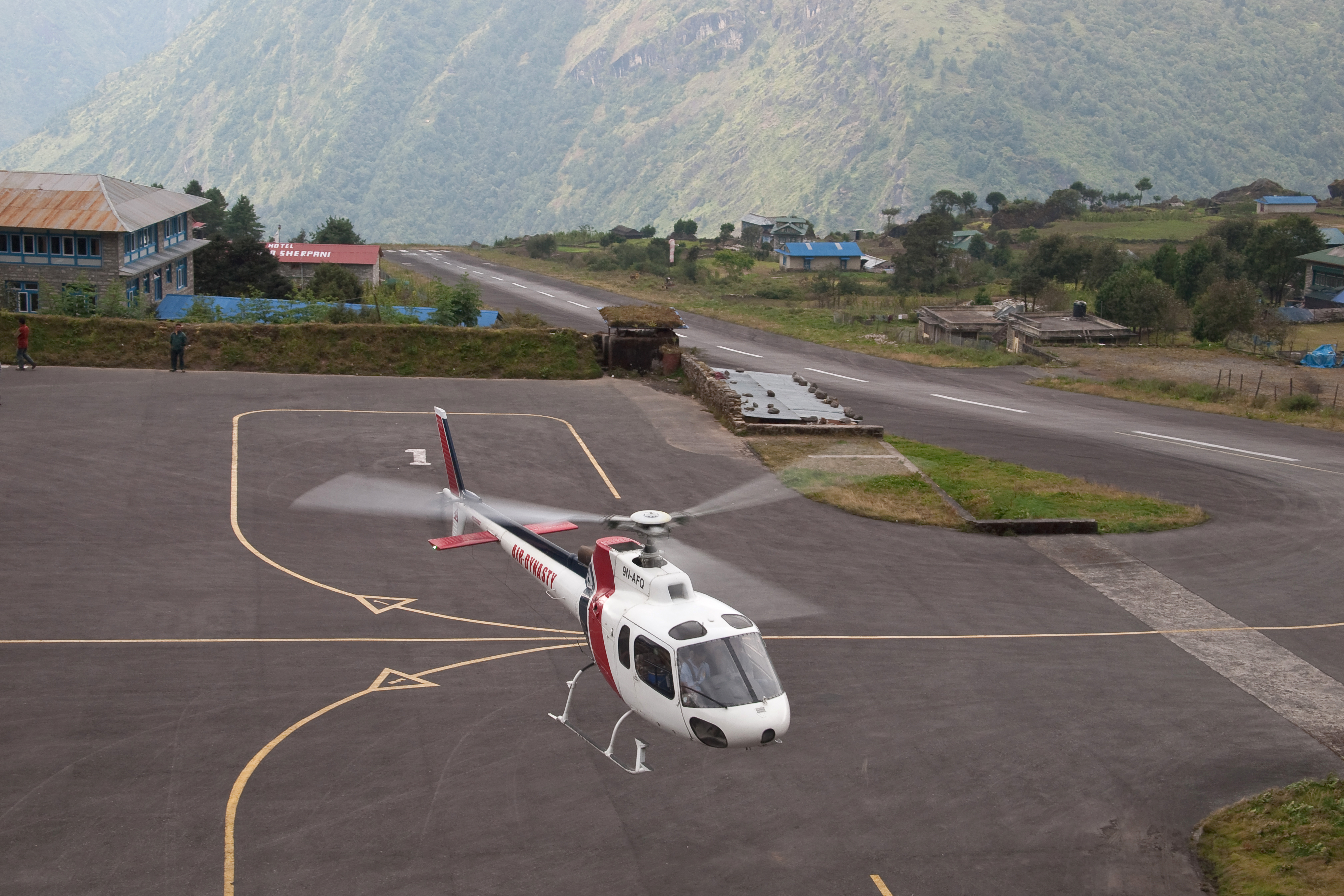
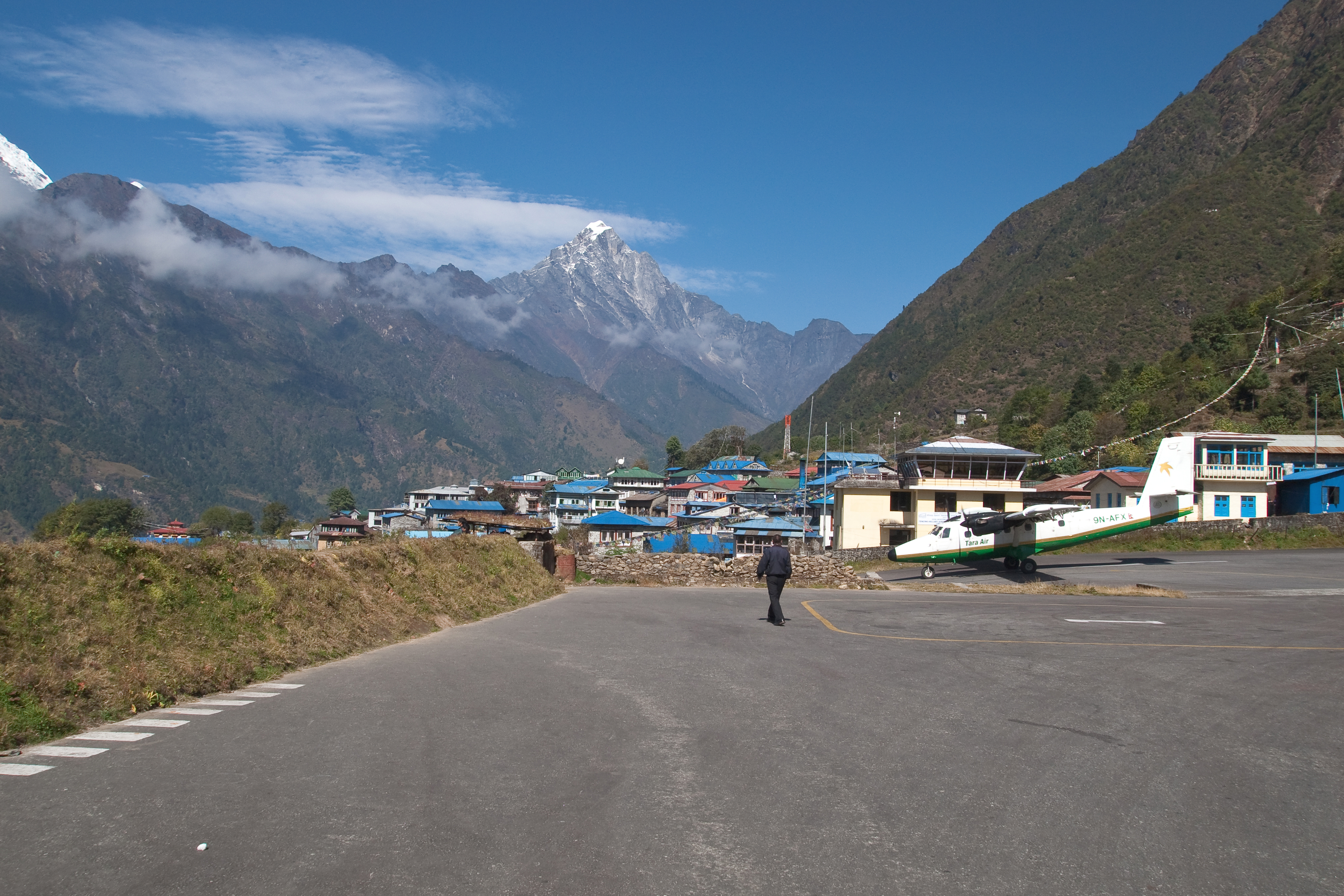
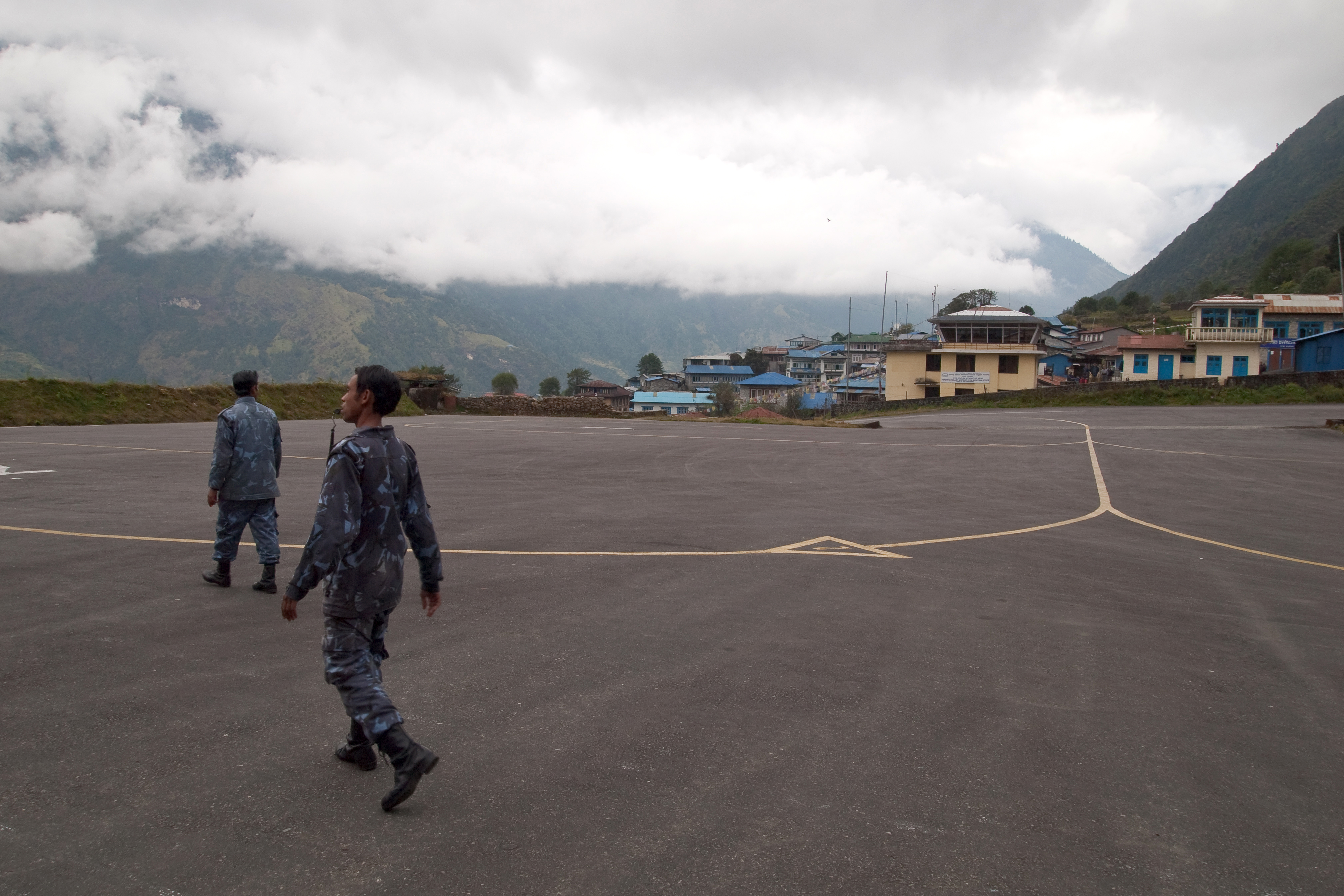

## Repülési menetrend
Jó időjárási körülmények esetén naponta indulnak gépek Lukla repülőtérről vagy érkeznek ide. A gépek rendszerint reggeltől kora délutánig közlekednek, utána elromlik az idő.

## Légitársaságok és célállomások
| Légitársaság   | Célállomások               |
| -------------- | -------------------------- |
| Nepal Airlines | Katmandu, Phaplu, Rumjatar |
| Tara Air       | Katmandu                   |

## Fordítás
- Ez a szócikk részben vagy egészben  a   Tenzing-Hillary Airport című angol Wikipédia-szócikk fordításán alapul.  Az eredeti cikk szerkesztőit annak laptörténete sorolja fel. Ez a jelzés csupán a megfogalmazás eredetét és a szerzői jogokat jelzi, nem szolgál a cikkben szereplő információk forrásmegjelöléseként.